# Lanky Fellow – Der einsame Rächer
Lanky Fellow – Der einsame Rächer (Originaltitel: Per il gusto di uccidere) ist ein Italowestern aus italienisch-spanischer Koproduktion, in dem Craig Hill unter der Regie von Tonino Valerii die Titelrolle spielt. Der Film wurde am 25. April 1967 im deutschsprachigen Raum erstaufgeführt.

## Handlung
Lanky Fellows lebt als Kopfgeldjäger nicht wie andere von der Verfolgung gesuchter Banditen; er hat sich darauf spezialisiert, Geldtransporte durch die Wüste zu verfolgen, um daran interessierte Banditen in flagranti zu erwischen. Bei Überfällen räumt er unter ihnen auf, sichert das Geld und bringt es an den Bestimmungsort, um dort einen Anteil für seine Leistungen zu verlangen. Nach einer solchen Aktion kommt Lanky nach Omaha und liefert das nach einem Angriff gerettete Gold ab. In der Stadt bietet ihm der reiche Minenbesitzer Collins einen Handel an: Er soll die gerade verdienten 10.000 $ in der Bank deponieren, auf die ein Überfall erwartet wird. Gelingt dieser, hat er sein Geld verloren; falls er ihn verhindern kann, verdoppelt sich seine Belohnung. Lanky nimmt an. Als die Banditen tatsächlich die Bank überfallen, kommt es zu zahlreichen Toten und zur Überraschung, dass der Anführer die Bank ein alter Bekannter Lankys ist, Gus Kennebeck. Der entführt eine Stadtbewohnerin – Lanky nimmt daraufhin den Sohn Kennebecks gefangen. Außerdem finden die Banditen die Bank leer vor. Als sich die Lage in Omaha wieder beruhigt hat, rechnet Lanky mit dem Anführer und dessen Stellvertreter ab, holt sich seine Belohnung und reitet davon.

## Kritik
Das Werk wurde von der Kritik teils als „zynisch-brutal“ empfunden, Regie und Darsteller vor allem der Hauptrolle wurden von Segnalazioni Cinematografiche gelobt, die allerdings den Film an seinem Drehbuch scheitern sahen, das „zu gewöhnliche Elemente recht unverbunden nebeneinander stehen lasse.“ Christian Keßler bemerkt, Regisseur Valerii zeige bei seinem Regiedebüt bereits „einen scharfen Blick für attraktive optische Details“; auch er kritisiert das Drehbuch, das sattsam bekannte Klischees vorführe. Der Evangelische Film-Beobachter lobt zwar die „Perfektion im technisch-formalen Bereich“, wirft dem Werk aber vor, dass diese „den elementaren Mangel an menschlicher Potenz, der sich vornehmlich in der spekulativen Darstellung brutaler und verrohender Aktionen“ äußere, nicht auszugleichen vermag. Daher werde von einem Kinobesuch abgeraten.

## Synchronisation
Die Berliner Union Film besetzte unter der Regie von Karlheinz Brunnemann, der das Dialogbuch von Ursula Buschow umsetzte:
- Craig Hill: Gert Günther Hoffmann
- George Martin: Horst Niendorf
- Piero Lulli: Arnold Marquis
- Diana Martín: Marianne Lutz
- Franco Ressel: Klaus Miedel
- Eugenio Galadini: Herbert Weißbach
- George Wang: Martin Hirthe
- Fernando Sancho: Hans W. Hamacher
- José Marco: Alexander Welbat

sowie Michael Chevalier, Helmuth Grube und Gerd Martienzen